# كمرك (مقاطعة فراهان)
كمرك (بالفارسية: کمرک) هي قرية تقع في مركزي في إيران. يقدر عدد سكانها بـ 28 نسمة بحسب إحصاء 2016.